# Electromiografía

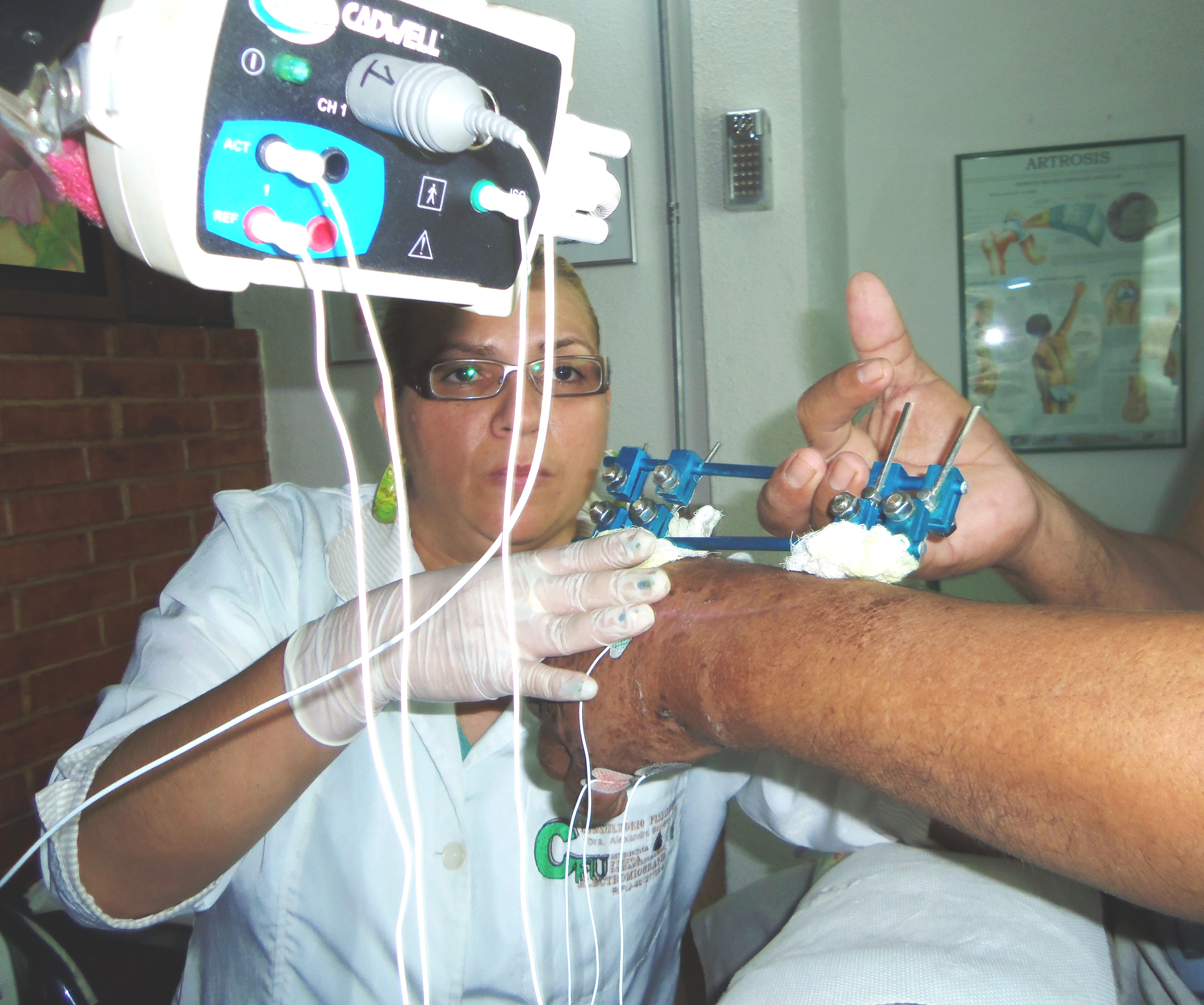
Médico fisiatra evalúa mediante una electromiografia a paciente lesionado

Electromiografía (del griego antiguo: ἠλέκτρου μυός γραφία [ēlectrou myós graphia]) es la técnica de registro gráfico de la actividad eléctrica producida por los músculos esqueléticos. Esta actividad eléctrica es conocida como el electromiograma o “EMG”.
El EMG puede ser monitoreado a través de electrodos insertados dentro de los músculos (electrodos intramusculares) o a través de electrodos en la superficie de la piel sobre el músculo (electrodos superficiales).
El EMG es usado por científicos para estudiar el sistema neuromuscular, por médicos para el diagnóstico de enfermedades neuromusculares, y por fisioterapeutas para monitorear la activación de músculos de un paciente.

## Características eléctricas
La fuente eléctrica es el potencial de la membrana muscular de alrededor de -70 mV, midiendo los rangos potenciales de EMG de menores a mayores rangos entre 50 μV hasta 20 o 30 mV, dependiendo del músculo en observación.
El rango típico de repetición de una unidad motora muscular es de alrededor 7–20 Hz dependiendo del tamaño del músculo. El daño a las unidades esperadas puede ser entre rangos de 450 y 780 mV.

## Historia
El primer material en el que aparece el EMG fue en el de trabajo de Francesco Redi en 1666. Redi descubrió un músculo altamente especializado en la anguila eléctrica Electrophorus electricus que generaba electricidad. En 1773, Walsh pudo demostrar que el tejido muscular de la Raya Eléctrica tenía la capacidad de generar una chispa de electricidad. En 1792, en una publicación titulada De Viribus Electricitatis in Motu Musculari Commentarius escrita por Luigi Galvani,  aparecía que el autor demostraba que la electricidad podía iniciar contracciones musculares. Seis décadas después, en 1849, Dubois-Raymond descubrió que era también posible llevar un registro de la actividad eléctrica durante la actividad de la contracción muscular. El primer registro real fue hecho por Marey en 1890, quien además introdujo el término de electromiografía. En 1922, Gasser y Erlanger usaron un osciloscopio para mostrar las señales eléctricas de los músculos. Entre 1930 y 1950 los científicos comenzaron a utilizar electrodos mejorados y más sofisticados para los estudios musculares. El uso clínico del EMG de superficie (sEMG) para el tratamiento de desórdenes más específicos comenzó en la década de los 60’. Hardyck y sus colaboradores fueron los primeros (1966) en usar el sEMG. En los comienzos de los 80, Cram y Steger introdujeron un método clínico para escanear una variedad de músculos utilizando un dispositivo para el sensado del EMG.
No fue hasta mediados de los 80, cuando las técnicas de integración en electrodos fueron lo suficientemente avanzadas para permitir la producción por lotes de la instrumentación y los amplificadores pequeños y livianos requeridos. En el presente, hay un gran número de amplificadores disponibles comercialmente. Investigaciones recientes han resultado en una mejor comprensión de las propiedades del sEMG. La electromiografía de superficie es crecientemente usada para el registro de músculos superficiales en protocolos clínicos o kinesiológicos, mientras que los electrodos intramusculares son utilizados para investigar músculos profundos o actividad muscular localizada.
Hay muchas aplicaciones para el uso de la EMG. El EMG es utilizado clínicamente para el diagnóstico de problemas neurológicos y neuromusculares. Es utilizado diagnósticamente por los laboratorios de marcha y por clínicos entrenados en el uso del biofeedback o el aseguramiento ergonómico. El EMG es también utilizado en muchos tipos de laboratorios de investigación, incluyendo a los que están involucrados en el campo de la biomecánica, el control motor, la fisiología neuromuscular, los desórdenes de movimiento, el control postural y la terapia física.

## Procedimiento
Hay dos métodos para utilizar el EMG, uno es la superficial, y el otro método es el intramuscular. Para llevar a cabo un EMG intramuscular, se usa una aguja electrodo, se inserta a través de la Piel hasta que entre al tejido muscular. Un profesional entrenado (como un neurofisiólogo, un neurólogo,  o un fisiatra), va observando la actividad eléctrica mientras inserta el electrodo. Mientras se va insertando el electrodo provee una información valiosa en cuanto a la actividad muscular como al nervio que inerva ese músculo. Los músculos cuando están en reposo muestran señales normales eléctricas, cuando el electrodo es insertado, por ende la actividad eléctrica se estudia cuando el músculo está en reposo. La actividad anormal espontánea indica un daño en el nervio o en el músculo. Después se le pide al paciente que contraiga el músculo suavemente para poder realizar un análisis con más profundidad. El tamaño, la frecuencia y la forma resultante de la unidad potencial motora son analizados. Posteriormente el electrodo es retirado unos pocos milímetros e insertado nuevamente para analizar la actividad, la cual debe tener unidades por lo menos entre 10–20. Cada trazo del electrodo da una imagen muy local de la actividad del músculo completo. Debido a que el músculo esquelético difiere en su estructura interna, el electrodo debe ser puesto en varias localizaciones para obtener resultados confiables de estudio.
El método Intramuscular EMG puede ser considerado demasiado invasivo o innecesario en algunos casos. En su lugar, el método superficial emplea una superficie en la cual el electrodo se puede utilizar para controlar la imagen general de la activación muscular, a diferencia de la actividad de sólo unas pocas fibras como se observa utilizando un EMG intramuscular. Esta técnica se utiliza en una serie de ajustes, por ejemplo, en la fisioterapia, la activación muscular se controlará mediante EMG superficial y los pacientes tienen un estímulo auditivo o visual para ayudarles a saber cuándo se está activando el músculo (retroalimentación).
Una unidad motora se define como una neurona motora y todas las fibras musculares que inerva. Cuando una unidad motora se activa, el impulso llamado potencial de acción se desplaza de la neurona motora hacia el músculo. El área donde el nervio hace contacto con el músculo se llama unión neuromuscular. Después de que el potencial de acción se transmite a través de la unión neuromuscular, se obtiene un potencial en todas las fibras musculares inervadas por la unidad motora particular. La suma de toda esta actividad eléctrica se conoce como un potencial de acción de la unidad motora (MUAP). La actividad electrofisiológica de las múltiples unidades motoras es la señal que normalmente se evalúa durante un EMG. La composición de la unidad motora, el número de fibras musculares por unidad motora, el tipo metabólico de las fibras musculares y muchos otros factores afectan la forma de los potenciales de unidad motora en el miograma.
La electromiografía de barrido (scanning EMG) consiste en el registro de la actividad de una sola unidad motora a través de una serie de puntos situados linealmente a lo largo del recorrido de un electrodo de aguja micro-motorizado. La innovación de esta técnica es que permite observar la unidad motora no sólo desde un punto, sino desde una serie de puntos a través de un corredor situado en el corte transversal del territorio de la unidad motora. La observación de una unidad motora desde más de un punto arroja una enorme cantidad de información extra sobre su actividad electrofisiológica. El análisis de la señal de scanning-EMG permite acceder, de una forma más directa, a la estimación de los parámetros anatómicos y fisiológicos de la unidad motora.
Algunos pacientes pueden encontrar el procedimiento de le electromiografía doloroso, otros experimentan un pequeño nivel de disconfort cuando la aguja es insertada. Los músculos a los cuales se les realiza el procedimiento pueden quedar adoloridos por uno o dos días después del procedimiento.

## Instrumental
Un equipo básico de electromiografía consta de los siguientes elementos:
- Electrodos. Recogen la actividad eléctrica dentro del músculo, así sea por inserción en el mismo o a través de la piel que lo cubre.
  - Electrodos superficiales. Son pequeños discos metálicos de material altamente conductivo que se adhieren a la piel. Para reducir la impedancia entre el electrodo y la piel, se aplica una pasta conductora especial. Con estos electrodos se obtiene una visión general del funcionamiento del músculo.
  - Electrodos de inserción o profundos, con forma de aguja. Existen varios tipos.
    - Monopolar. Consiste en una aguja corriente que ha sido aislada en toda su longitud, excepto en la punta.
    - Coaxial. Consiste en una aguja en cuyo interior se han insertado conductores metálicos muy delgados, aislados entre sí y con respecto a la aguja. Sólo en la punta los conductores no presentan aislamiento y en ese punto se captura la señal procedente del tejido muscular.
- Amplificador.[6] Son necesarios para que las señales eléctricas analógicas provenientes del músculo puedan ser visualizadas en un monitor. La relación de amplificación puede superar los 60 dB. El ancho de banda es de 40 a 10 kHz. En general, las características electrónicas del amplificador varían según el tipo de estudio a realizar, siendo las principales: Número de canales: 2, 4, 8. Sensibilidad: 1 pV/div. a 10 mV/div. Impedancia de entrada: 100 MΩ // 47 pF. CMRR a 50 Hz > 100 dB. Filtro de paso alto: entre 0,5 Hz y 3 kHz (6 dB/octava). Filtro de paso bajo: entre 0,1 y 15 kHz (12 dB/octava). Ruido: 1 pV eficaz entre 2 Hz y 10 kHz con la entrada cortocircuitada.
- Sistema de registro. Se pueden registrar las señales obtenidas del músculo en una pantalla en forma visual, y en forma sonora a través de un parlante. También se puede realizar un registro en un soporte permanente, como papel.

## Resultados normales
El tejido muscular en reposo es eléctricamente inactivo. Después de la actividad eléctrica causada por la inserción de las agujas, el electromiógrafo no debe detectar ninguna actividad anormal espontánea (es decir, un músculo en reposo debe estar eléctricamente silencioso, con la excepción del área de la unión neuromuscular, que en circunstancias normales, se activa muy espontáneamente). Cuando el músculo se contrae voluntariamente, los potenciales de acción comienzan a aparecer. Como la fuerza de la contracción muscular aumenta, más y más fibras musculares producen potenciales de acción. Cuando el músculo se contrae completamente, deben aparecer un grupo desordenado de potenciales de acción de tasas y amplitudes variables.

## Resultados anormales
El EMG es utilizado para diagnosticar enfermedades que generalmente están clasificadas en una de las siguientes categorías: neuropatías, enfermedades del empalme neuromuscular y miopatías.
Las neuropatías se definen desde las siguientes del EMG:
- Un potencial de acción  que es dos veces normal debido a un creciente número de fibras por unidad motora debido a la re inervación de fibras desnervadas.
- Un incremento en la duración del potencial de acción.
- Una disminución de las unidades motoras en el músculo (utilizando técnicas de estimación numérica de unidades motoras).

Miopatías definiendo características del EMG:
- Disminución de la duración del potencial de acción.
- Una reducción en el área y la amplitud del radio del potencial de acción.
- Una disminución en el número de unidades motoras en el músculo.

Los resultados anormales son causados por las siguientes condiciones médicas:
- Neuropatía Alcohólica
- Esclerosis lateral amiotrófica
- Síndrome del compartimiento anterior
- Disfunción del nervio axilar
- Distrofia muscular de Becker
- Plexopatía Braquial
- Síndrome del túnel carpiano
- Miopatía centronuclear
- Espondilosis cervical
- Enfermedad de Charcot-Marie-Tooth
- Disfunción del nervio peroneo común
- Denervación
- Dermatomiositis
- Disfunción del nervio mediano distal
- Distrofia muscular de Duchenne
- Disfunción del nervio femoral
- Ataxia de Friedreich
- Síndrome de Guillain-Barré
- Síndrome miasténico de Eaton-Lambert
- Mononeuritis Múltiple
- Mononeuropatía
- Enfermedad de la motoneurona
- Atrofia del sistema múltiple
- Miastenia grave
- Miopatía
- Neuromiopatía
- Neuropatía periférica
- Poliomielitis
- Poliomiositis
- Polineuropatía sensoro-motriz
- Estenosis espinal
- Disfunción del nervio tibial
- Disfunción del nervio radial

## Descomposición de la señal de EMG
Las señales del EMG se componen principalmente de los potenciales de acción de las unidades motoras superpuestas. La medición de las señales del EMG pueden ser descompuestas en los potenciales de acción de las unidades motoras (PAUM) constituyentes. Los PAUM de diferentes unidades motoras pueden tener distintas formas, mientras que los PAUM registrados por el mismo electrodo de la unidad motora, son típicamente similares. La forma y el tamaño del PAUM dependen notablemente del lugar donde se localice el electrodo con respecto o a las fibras.

## Aplicaciones del EMG
Las señales del EMG son usadas en muchas aplicaciones clínicas y biomédica. El EMG es usado como una herramienta para diagnosticar enfermedades neuromusculares, y desórdenes del control motor. Las señales del EMG también son utilizadas para el desarrollo de prótesis de manos, brazos y extremidad inferior.
El EMG también es usado para detectar la actividad muscular en los lugares donde no se produce movimiento. Se puede reconocer el habla de una persona con incapacidad para producir voz mediante la observación de la actividad del EMG, en los músculos asociados con el habla.